# Huando (distrito)
Huando é um distrito do Peru, departamento de Huancavelica, localizada na província de Huancavelica.

## Transporte
O distrito de Huando é servido pela seguinte rodovia:
- HV-125, que liga a cidade de Moya ao distrito
- HV-127, que liga a cidade de Acobambilla ao distrito
- HV-128, que liga a cidade de Huancavelica ao distrito
- HV-129, que liga a cidade de Palca ao distrito
- PE-3S, que liga o distrito de La Oroya à Ponte Desaguadero (Fronteira Bolívia-Peru) - e a rodovia boliviana Ruta 1 - no distrito de Desaguadero (Região de Puno)
- PE-3SM, que liga o distrito de Marcas à cidade de Izcuchaca
- PE-26, que liga o distrito de Chincha Alta (Região de Ica) à cidade de Izcuchaca (Região de Huancavelica) [1][2][3]